# Agent XXL 2
Agent XXL 2 (ang. Big Momma's House 2) – amerykańska komedia z 2006 roku w reżyserii Johna Whitesella. Druga część filmu Agent XXL (2000). Zdjęcia kręcono w stanach Kalifornia i Luizjana.
Film wszedł na ekrany amerykańskich kin 26 stycznia 2006 roku. W polskich kinach pojawił się 12 maja 2006 roku.

## Obsada
- Martin Lawrence – Malcolm Turner/Big Momma
- Nia Long – Sherrie Turner, żona Malcolma
- Emily Procter – Leah Fuller, żona Toma
- Zachary Levi – Kevin Keneally, współpracownik Malcolma w FBI
- Mark Moses – Tom Fuller, główny podejrzany
- Kat Dennings – Molly Fuller, nastoletnia córka Toma i Leah
- Chloe Moretz – Carrie Fuller, młodsza córka Toma i Leah
- Marisol Nichols – Liliana Morales, współpracowniczka Malcolma w FBI
- Dan Lauria – Crawford
- Jascha Washington – Trent Pierce, syn Sherrie
- Sarah Brown – Constance Stone